# 吴静波
吴静波（1927年8月13日—），男，河北大城人，中华人民共和国医生、政治人物，曾任贵阳医学院教授，贵州省政协副主席，中国民主同盟中央委员会常务委员，第八届全国政协委员。